# Pic del Pas del Llop
El Pic del Pas del Llop és una muntanya de 1.877,4 metres d'altitud del límit entre les comunes d'Aiguatèbia i Talau i de Ralleu, tots dos de la comarca del Conflent, a la Catalunya del Nord.
És al sud del terme de Ralleu i al nord del d'Aiguatèbia i Talau, al costat nord-est de la Roca Troca. És a ponent del poble de Ralleu.